# Lulajże, Jezuniu
Lulajże, Jezuniu è un tradizionale canto natalizio polacco, composto probabilmente nel XVII secolo da un autore rimasto anonimo. Si tratta di uno dei canti natalizi più popolari in Polonia.

## Storia

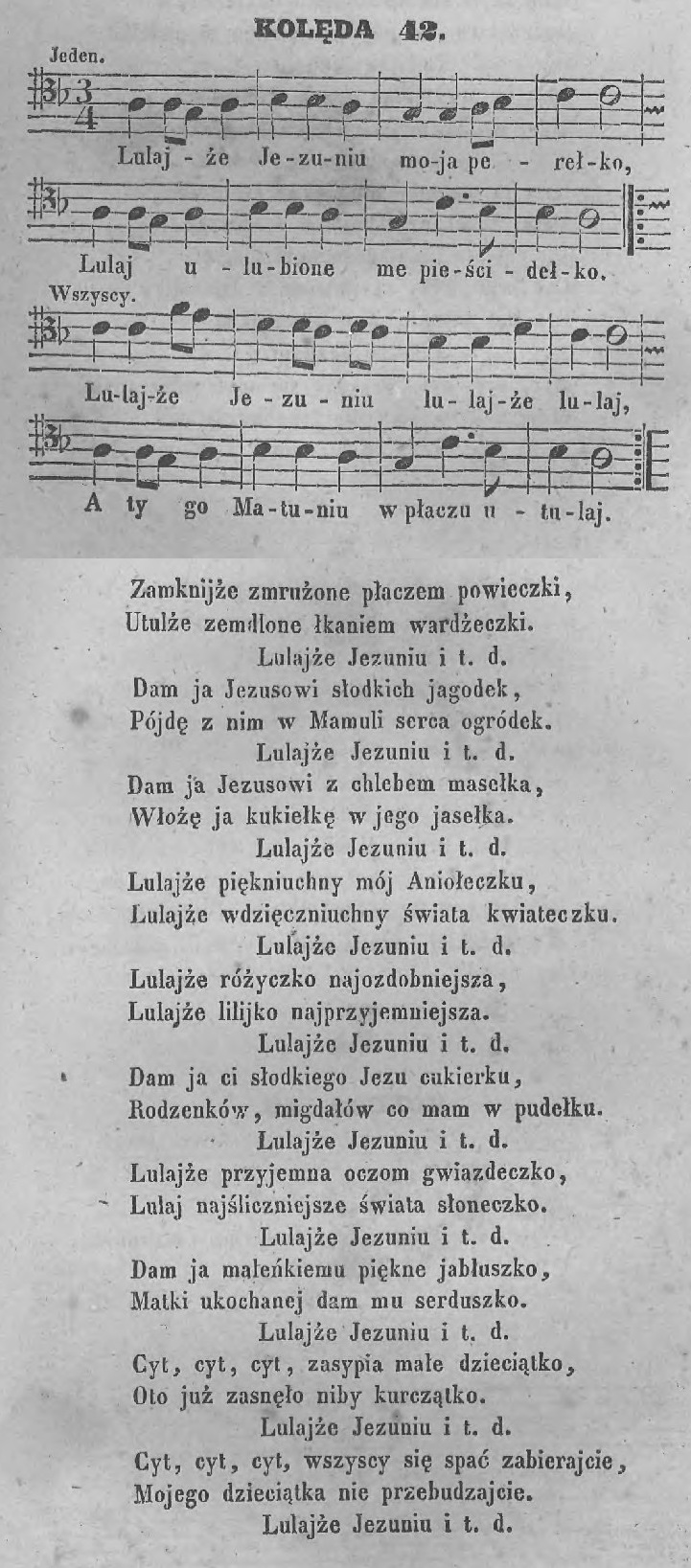
Lo spartito di Lulajże, Jezuniu in una stampa del 1843

La prima attestazione del brano risale al 1705, quando uscì in una raccolta pubblicata dall'arcidiocesi di Poznań.
Nel 1830-1831, il brano venne inserito da Fryderyk Chopin nel suo Scherzo n. 1 in Si minore op. 20.
Sempre nel corso del XIX secolo, il canto veniva intonato dai soldati polacchi nel corso della guerra per l'indipendenza del Paese.
Si assistette a un uso politico del canto a scopi politici anche agli inizi del secolo successivo, quando veniva intonato dagli studenti in segno di protesta contro il divieto dell'uso della lingua polacca a scuola imposto dai Prussiani.

## Testo

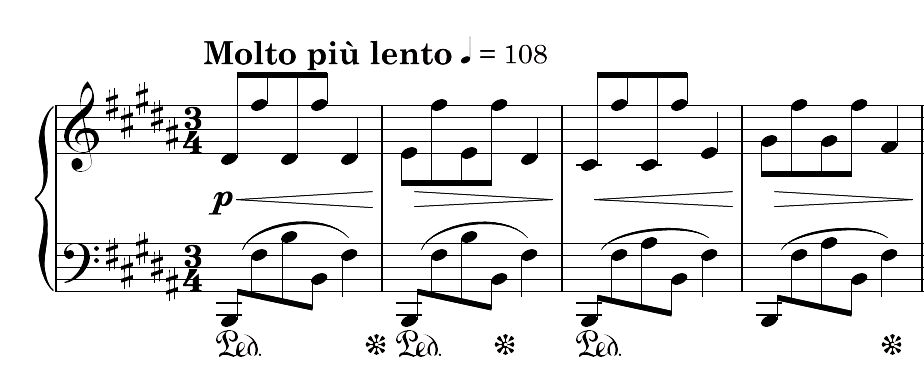
Spartito di Lulajże, Jezuniu nello Scherzo n. 1 in Si minore op. 20 di Chopin

La prima strofa del brano recita:
Lulajże Jezuniu, moja Perełko,

Lulaj ulubione me pieścidełko.

Lulajże Jezuniu, lulaj, że lulaj

A ty go matulu w płaczu utulaj

[...]

## Versioni discografiche (lista parziale)
Tra gli artisti che hanno inciso il brano, figurano (in ordine alfabetico):
- Alina Bolechowska[8]
- Anna German[7]
- Edyta Górniak (nell'album Zakochaj się na Święta w kolędach del 2008[9])
- Anna Maria Jopek (con Pat Metheny nel 2002[2])
- Krzysztof Krawczyk (nell'album Kolędy i pastorałki[10])
- Wiesław Ochman (nell'album Kolędy polskie. Polish Christmas Carols del 1976[11])
- Jerzy Połomski (nell'album W cichą noc[12])
- Krystyna Prońko (nell'album Kolędy del 1984[13])
- Irena Santor (nell'album Wśród nocnej ciszy... Kolędy i pastorałki śpiewa del 1969[14])
- Magdalena Welc (nell'album di debutto Sianko na stół. Kolędy i pastorałki del 2011[15])
- Teresa Żylis-Gara[16])

## Adattamenti in altre lingue
Il brano è stato adattato in lingua inglese con i titoli  Lullaby, Jesu, Sleepin' Little Jesus, Rockabye Jesus.